# Florencia Benítez
Florencia Benítez (ur. 5 września 1986) – argentyńska aktorka  i piosenkarka.
Debiutowała w teatrze w 2006 w Dzwonniku z Notre-Dame, wcielając się w postać Esmeraldy.
W 2010-2011 zagrała postać Terese Grossi w argentyńskim serialu Sueña conmigo, emitowanym na kanale Nickelodeon.
W 2012 zagrała drugoplanową rolę Jade LaFontaine w serialu Violetta, emitowanym na Disney Channel.

## Filmografia

### Seriale
| Rok       | Tytuł                | Rola             |
| --------- | -------------------- | ---------------- |
| 2010-2011 | Sueña conmigo        | Teresa Grossi    |
| 2012      | Violetta             | Jade LaFontaine  |
| 2019      | GO! Vive a tu manera | Florencia Manuel |

### Teatr
| Rok  | Sztuka                                  | Rola      |
| ---- | --------------------------------------- | --------- |
| 2006 | Dzwonnik z Notre-Dame                   | Esmeralda |
| 2007 | Dracula                                 | Lucy      |
| 2008 | Coplas, Zarzuelas y La Corte del Faraón |           |
| 2009 | Che, el musical argentino               |           |
| 2012 | La Corte del Faraón                     | Lota      |
| 2013 | Borracho, un after musical              |           |